# Skipovac Gornji (Federacja Bośni i Hercegowiny)
Skipovac Gornji – wieś w Bośni i Hercegowinie, w Federacji Bośni i Hercegowiny, w kantonie tuzlańskim, w mieście Gračanica. W 2013 roku pozostawała niezamieszkana.